# Mosca-sul-muro
Mosca-sul-muro (in inglese fly-on-the-wall) è uno stile impiegato nella realizzazione di documentari cinematografici o di produzioni televisive. Il nome deriva dall'idea che gli eventi possano essere osservati senza che la presenza dell'osservatore venga percepita dai soggetti filmati, esattamente come se ad osservarli fosse una mosca posata sul muro. Nella più pura tecnica documentaristica basata sullo stile mosca-sul-muro, le riprese vengono effettuate in modo da dare l'illusione dell'assenza della macchina da presa. Tuttavia, è comune l'uso di interviste, spesso condotte da una voce fuori campo. 
Esempi di programmi televisivi che adottano questo stile sono Cops, Deadliest Catch, Survivor, Grande Fratello e Dynamo - Magie impossibili.